# Fjoergyn

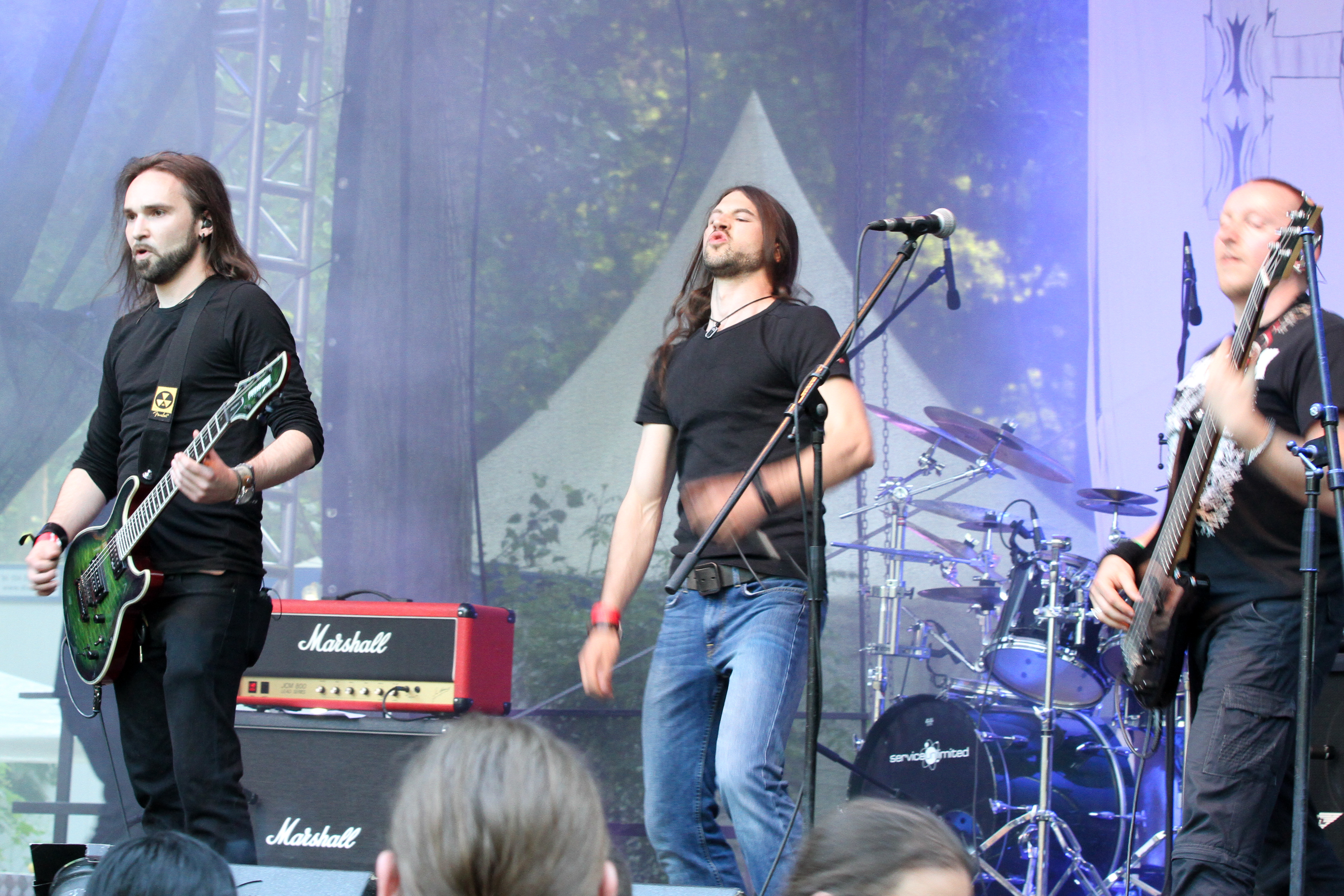
Fjoergyn auf dem WGT 2013

Fjoergyn (von altnordisch Fjörgyn ‚Erde‘) ist eine deutsche Metal-Band aus Jena, Thüringen.

## Geschichte
Fjoergyn wurde 2003 in Jena vom Die-Saat-Sänger Stephan L. gegründet. Im Februar 2013 wurde Sven G. neuer Bassist der Band und ersetzte Andre B. Im März 2014 wurde Ivo R. fester Bestandteil der Band und übernahm seitdem die guttural gesungenen Parts in den Liedern.
Am 29. März 2005 veröffentlichte die Band ihr Debütalbum Ernte im Herbst bei dem Label Black Attakk. Es handelt sich dabei um ein Konzeptalbum über die Rache der Natur an der Menschheit. Während das Debütalbum noch ohne Schlagzeuger mit Hilfe eines Drumcomputers eingespielt wurde, übernahm auf dem Nachfolger Sade et Masoch, welcher im Frühjahr 2007 fertiggestellt wurde, Martin L. die Rolle des Schlagzeugers.
Im Herbst 2009 erschien das dritte Album Jahreszeiten. Dieses Album enthält stärkere Elemente aus dem Gothic Metal, wurde aber als Steigerung gegenüber dem Vorgänger betrachtet. Auf der "Nachtreisen"-Tour mit Dornenreich und Ahab wurde vorab eine auf 365 Stück limitierte handsignierte Version des Albums in einer Metallbox verkauft.
Mit Monument Ende, Album Nummer 4, erschien im April 2013 das von Rezensenten wohl am besten bewertete Album. „Fjoergyn sind finsterer geworden“ urteilt Pascal Staub von metal.de und behauptet, mit der Orchestrierung werde erstmals Bombast zugelassen. Textlich bewege sich das Album „trotz diverser Klischeeklauberei auf einem ausgezeichneten Niveau“.

## Stil
Das Genre ist nicht eindeutig zu beschreiben, es sind neben Einflüssen von Death-, Folk-, Black- sowie Pagan Metal auch einige Passagen von klassisch anmutender Musik zu finden. Die Lieder sind meistens langsam und episch-atmosphärisch.

## Diskografie
- 2005: Ernte im Herbst (Black Attakk)
- 2007: Sade et Masoch (Reartone)
- 2009: Jahreszeiten (Trollzorn Records)
- 2013: Monument Ende (Trollzorn Records)
- 2016: Terra Satanica (EP, Eigenproduktion)
- 2017: Lucifer Es (LP, Lifeforce Records)
- 2023: Judasmesse (Trollzorn Records)